# James McSherry

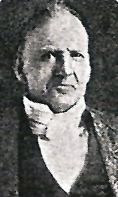
James McSherry

James McSherry (* 29. Juli 1776 in Littlestown, Adams County, Pennsylvania; † 3. Februar 1849 ebenda) war ein US-amerikanischer Politiker. Zwischen 1821 und 1823 vertrat er den Bundesstaat Pennsylvania im US-Repräsentantenhaus.

## Werdegang
James McSherry besuchte die Lancaster Academy und arbeitete danach im Handel. Gleichzeitig schlug er als Mitglied der Föderalistischen Partei eine politische Laufbahn ein. Zwischen 1807 und 1812 war er Abgeordneter im Repräsentantenhaus von Pennsylvania; im Jahr 1813 saß er im Staatssenat. Während des Britisch-Amerikanischen Krieges gehörte er zu den Verteidigern der Stadt Baltimore.
Bei den Kongresswahlen des Jahres 1820 wurde McSherry im fünften Wahlbezirk des Staates Pennsylvania in das US-Repräsentantenhaus in Washington, D.C. gewählt, wo er am 4. März 1821 die Nachfolge von Thomas Grubb McCullough antrat. Da er im Jahr 1822 nicht bestätigt wurde, konnte er bis zum 3. März 1823 nur eine Legislaturperiode im Kongress absolvieren.
Zwischen 1824 und 1830 sowie nochmals von 1834 bis 1835 war McSherry erneut Abgeordneter im Repräsentantenhaus von Pennsylvania. In den Jahren 1837 und 1838 nahm er als Delegierter an einem Verfassungskonvent seines Heimatstaates teil. Ansonsten arbeitete er weiterhin im Handel. Er starb am 3. Februar 1849 in seinem Heimatort Littlestown.